# Malá Tŕňa
Malá Tŕňa (węg. Kistoronya) – wieś (obec) w południowo-wschodniej Słowacji w powiecie Trebišov. Jest jedną z czterech słowackich miejscowości położonych w winiarskim regionie Tokaj.
Według niektórych źródeł wieś istniała już w XI wieku, a w 1221 miał się znajdować tutaj klasztor, zniszczony następnie podczas najazdu Tatarów. W 1321 wymieniany jest zamek Purustyán, utożsamiany z okolicami wsi, natomiast pierwsza wzmianka z nazwą Kysthoronya pojawia się w 1392.
W XVII wieku rozwój miejscowości został zahamowany podczas powstań antyhabsburskich – m.in. w 1660 do wsi wtargnęło cesarskie wojsko, które zniszczyło lub wypiło całe zgromadzone zapasy winiarskie.
W 1787 mieszkało w miejscowości 374 osób w 87 domach, w 1828 – 372 osoby w 48 domach. Już od wieków miejscowa ludność zajmowała się winiarstwem – w 1865 w okolicy miało być 143 ha winnic. Na początku XX wieku największych posiadaczem ziemskim w okolicy wsi był graf Aladár Hardenberg.
W 1910 liczba mieszkańców wynosiła 587 osób, w znacznej większości narodowości węgierskiej (tylko 19 Słowaków). Mimo to w wyniku traktatu w Trianon przyłączono wieś do Czechosłowacji, z przerwą w latach 1938–1945 (Armia Czerwona zajęła wieś 2 grudnia 1944). Spis z 1930 wykazał 177 Słowaków i 425 Węgrów.
W 2001 na 452 osoby 395 (88%) zadeklarowało narodowość słowacką. Podział według stosunków religijnych w 1991 wykazał 55 rzymskich katolików, 53 grekokatolików, 141 ewangelików i 148 osób, które nie zadeklarowały wyznawanej religii.
Najcenniejszym zabytkiem jest kościół ewangelicki z 1656, postawiony w miejscu starszego, gotyckiego. Obecny wygląd zawdzięcza przebudowie z XIX wieku. Innym zabytkowym obiektem jest kasztel z początku XIX wieku, postawiony na ruinach dawnego kościoła paulinów.